# Real aikido
Real aikido – sztuka walki stworzona przez Ljubomira Vračarevicia, instruktora samoobrony z Serbii i Czarnogóry. Jest połączeniem technik aikido, judo i jiu-jitsu z modyfikacjami wprowadzonymi przez Vračarevića.